# (9246) Niemeyer
(9246) Niemeyer est un astéroïde de la ceinture principale.

## Description
(9246) Niemeyer est un astéroïde de la ceinture principale. Il fut découvert le 25 avril 1998 à La Silla par Eric Walter Elst. Il présente une orbite caractérisée par un demi-grand axe de 2,35 UA, une excentricité de 0,22 et une inclinaison de 1,4° par rapport à l'écliptique.

## Compléments